# The Ex-Convict
The Ex-Convict je americký němý film z roku 1904. Režisérem je Edwin S. Porter (1870–1941). Film trvá zhruba 9 minut.

## Děj
Právě propuštěný trestanec se neúspěšně snaží najít práci, aby uživil svou ženu a dceru. Když se jednoho dne vrací domů, všimne si na silnici malé dívky, která nenápadně odkráčela od chůvy, která se mezitím zapovídala s policejním strážníkem. Muž dívku zachrání před projíždějícím automobilem a odejde. Doma ho čeká hladová rodina, která ho přinutí vyrazit ven žebrat. Během zasněžené noci nakoukne do oken bohatého domu, který se rozhodne vykrást. Omylem rozbije vázu, čímž na sebe přitáhne pozornost majitele, který ho zaměří revolverem. Zatímco vlastník přivolá policii, do přízemí sestoupí děvče, které pozná, že se jedná o jejího zachránce, což přiměje jejího otce, aby zabránil zatčení vloupající se osoby. Z obou pánů se stanou přátelé a obě rodiny se rychle sblíží. Rodina bývalého odsouzence obdrží od druhé rodiny několik darů, za což jí z hloubi srdce poděkuje.